# Entre Marx y una mujer desnuda
Pour plus de détails, voir Fiche technique et Distribution.
Entre Marx y una mujer desnuda est un film équatorien réalisé par Camilo Luzuriaga, sorti en 1996.

## Synopsis
Un auteur se perd entre fiction et réalité et réfléchit à ses idéaux révolutionnaires et un amour de jeunesse.

## Fiche technique
- Titre : Entre Marx y una mujer desnuda
- Réalisation : Camilo Luzuriaga
- Scénario : Aristides Vargas d'après le roman du même nom de Jorge Enrique Adoum
- Musique : Diego Luzuriaga
- Photographie : Olivier Auverlau
- Montage : Antonio Barahona et Santiago Parra
- Production : Camilo Luzuriaga
- Société de production :
- Pays :  Équateur
- Genre : Biopic et drame
- Durée : 92 minutes
- Dates de sortie : 
  -  Allemagne : 1er octobre 1996 (festival international du film de Mannheim-Heidelberg)

## Distribution
- Felipe Teran
- Aristides Vargas
- Lissette Cabrera
- Maïa Koulieva
- Carlos Valencia
- Gerson Guerra
- Ximena Ferrín
- Francisco Aguirre
- Jorge Mateus
- Enrique Males
- Jaime Guevara
- Ligia Jara
- Fanny Moncayo
- Pablo Roggiero
- Carlos Martínez
- Armando Yépez
- Hérnan Cevallos
- Carlos Villalba
- Augusto Sacoto
- Christoph Baumann
- Lorna Ortiz
- Alicia Suntaxi
- Sergio Ampuero
- Ilonka Vargas
- Víctor Hugo Gallegos
- Germán Núñez
- Guido Navarro
- Patricio Vallejo
- Santiago Rivadeneira
- Gonzalo Ponce
- Taita Santiago
- Don Cayetano
- Paco Salvador
- Carmen Vicente
- Juana Guarderas
- Alfaro González
- Orlando Schwarz
- Augusto García
- David Vallejo

## Distinctions
Le film a obtenu le prix de la meilleure direction artistique au festival international du nouveau cinéma latino-américain de La Havane.